# 万年自鳴鐘

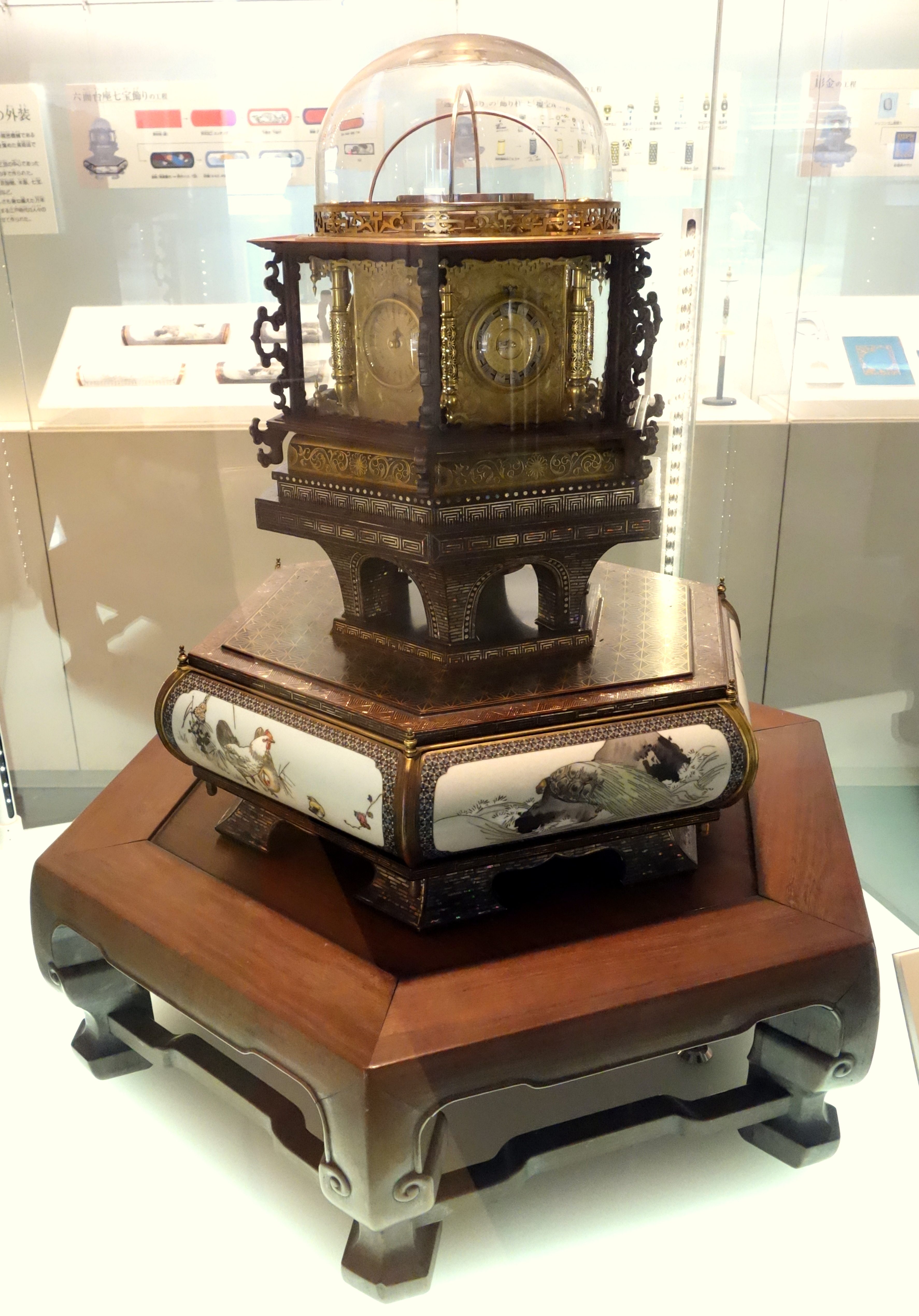
万年自鳴鐘

万年自鳴鐘（まんねんじめいしょう、旧字体：萬年自鳴鐘）は、江戸時代の発明家、田中久重によって製作された機械式の置時計である。万年時計の名で広く知られている。1000点を超える部品（ほとんどが田中による手作り）から作られている。

## 概説

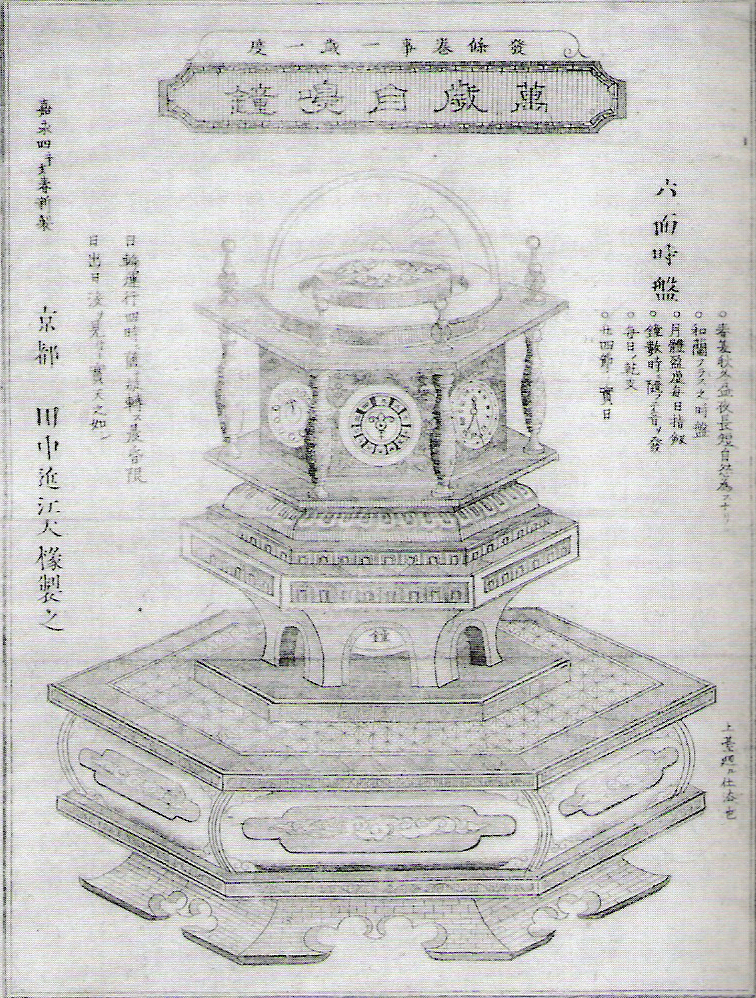
萬歳自鳴鐘の引札

- 嘉永4年（1851年） - 田中久重によって製作される。
- 田中の死後間もなく故障。
- 昭和6年（1931年） - 東京科学博物館（国立科学博物館の前身）に寄託される[1]。
- 昭和24年（1949年） - 国立科学博物館にて修理が行われる。
- 昭和28年（1953年） - 万年自鳴鐘は田中家の所有であったが、この年、同家から東京芝浦電気株式会社（後の株式会社東芝）へ譲渡される[1]。
- 平成16年（2004年） - 文部科学省による国家プロジェクト「江戸のモノづくり」の「万年時計復元・複製プロジェクト」によって、分析・復元される。
- 平成17年（2005年） - 上記プロジェクトによって製作されたレプリカが「愛・地球博」にて展示。「愛・地球博」終了後、レプリカは東芝科学館に引き取られて展示されている。
- 平成18年（2006年） - 重要文化財に指定される[2]。所有者は株式会社東芝で、国立科学博物館に寄託・展示されている。
- 平成19年（2007年） - 機械遺産（22番）に認定。

## 機能
ぜんまいばねには厚さ2ミリメートル、長さ4メートルの真鍮を使い、このぜんまいを2機装備、一度巻けば一年動くという機械式時計としては驚異的な持続時間を実現している。六角柱様の本体の各面に7つの機能が配置され、それらが底部のぜんまい動力によって連動して動作する。
- 天象儀 - 本体の上部にあり、京都から見た1年間の太陽と月の動きを模型で表す。
- 和時計 - 文字盤の位置を自動で変化させることで、昼夜の長さの変化に対応して一時刻（いっとき）の長さが変わる不定時法に自動で対応する。久重はこれを回転往復運動を応用することで解決した。通常ぜんまい動力からは一方向の回転しか生まれないが、虫歯車と名付けられた独創的な歯車に互い違いに2枚の片歯車を組み合わせることによりこれを可能にしている。この機構はこの万年時計以外では世界のどの機械でも使用が確認されておらず、セイコーの時計技師で戦後数々の独創的技術を開発して同社を世界的企業に成長させることに貢献した土屋榮夫も、このような機構は「考えたこともなかった」と感嘆している。
- 二十四節気の表示
- 曜日・時刻の表示 - 短い針が曜日を示し、一週間で一周する。長い針は和時計と連動して時刻を示す。
- 十干十二支の表示 - 当時一日ごとに割り振っていた60通りの干支の中からその日の干支を自動で示す。
- 月齢の表示 - 半球の回転によってその日の月の満ち欠けの見え方を表す。
- 洋時計 - 現代の一般的な時計の機能。

このほか打鐘の機能もある。
ただし、当時は力学が未成熟であったため、機械の一部に大きな負荷がかかって歯車が変形してしまい、田中久重の死後まもなく動作しなくなった可能性が見出されている。また田中は西洋の時計の専門家ではなかったため、改造したスイス製懐中時計を洋時計として組み込み、本体の機構に接続している。

## 外装
外装部には、京指物、木彫、京七宝、蒔絵、螺鈿、金属工芸といった、様々な伝統工芸の技法が用いられた。平成16年（2004年）の復刻プロジェクトでは、京都の6分野の職人らによる外装の復刻が行われた。土台には京都の迎賓館でも使用されている尾州のヒノキが用いられ、細部には木彫が施された。また、六角形の台座には、漆で金粉を定着・乾燥させた後、全体に真っ黒な漆を塗り、駿河炭などを使って表面を磨く「研ぎ出し蒔絵」という技法が用られた。そして、台座の側面には京七宝（しっぽう）で6枚の日本画が描かれ、周囲にはアワビや夜光貝の真珠層を用いた螺鈿（らでん）が施された。さらに、金属部分にも透かし彫りの装飾が施された。